# Llac Cedar
El llac Cedar (en anglès Cedar Lake; en francès Lac des Cèdres) és un llac que es troba al nord del llac Winnipegosis, a la província canadenca de Manitoba i que té una superfície de 1.353 km². El nivell de l'aigua del llac Cedar Lake està controlat per la presa Grand Rapids. El poble de Grand Rapids i la comunitat habitada per Primeres Nacions d'Easterville es troben a prop.

## Història
El llac és conegut per tenir excel·lents exemples de fòssils en ambre del període Cretaci. Aquest tipus d'ambre és anomenat "Chemawinit", el nom d'una tribu indígena que viu en aquesta zona, o "Cedarit". Aquest ambre conté moltes inclusions orgàniques, sense que hagin estat investigades a fons fins a l'actualitat.
El curs principal del llac és el riu Saskatchewan, que forma un delta al costat nord-oest del llac. El cabal del riu Saskatchewan fins al llac Winnipeg, a l'extrem est del llac Cedar, està regulat per la presa Grand Rapids construïda entre 1961 a 1964 per Manitoba Hydro. Aquesta presa, junt a 25,6 quilòmetres de dics, va elevar el nivell del llac en 3,65 m, creant l'actual llac-embassament Cedar, que proporciona un cabal mig anual de 688 m³/s a la planta d'energia associada. L'augment del nivell de l'aigua va suposar la inundació de Fort Bourbon, una fortalesa francesa del segle xviii localitzada prop de Grand Rapids.